# Prima Categoria (1910/1911)
Prima Categoria 1910/1911 (z wł. Pierwsza Kategoria) – 14. edycja najwyższej w hierarchii klasy mistrzostw Włoch w piłce nożnej, organizowanych przez FIGC, które odbyły się od 27 listopada 1910 do 18 czerwca 1911. Mistrzem został Pro Vercelli, zdobywając swój trzeci tytuł.

## Organizacja
Liczba uczestników została niezmieniona - 9 drużyn. W 1910 roku mistrzostwa zaczęły rozszerzać swoje granice, gdy Federacja przyjęła wnioski o członkostwo trzech głównych drużyn z Wenecji oraz jednej z Bolonii. Ponieważ jednak istniały poważne problemy logistyczne i finansowe związane z długością wyjazdów, które powstałyby, a przede wszystkim organy federalne mające duże wątpliwości co do sportowej spójności czterech drużyn, systematycznie z dużą różnicą bramek pokonywanych w sparingach z formacjami Trójkąta Przemysłowego (Turyn-Medioaln-Genua) Federacja zdecydowała organizować dla nich rozgrywki w osobnej grupie, sekcji drugiej, której zwycięzca rzuciłby wyzwanie zwycięzcy głównego turnieju północno-zachodniego, zwanego sekcją pierwszą, w finale. Rozwiązanie to z pewnością nie pozwoliło na rozwój futbolu w Wenecji Euganejskiej i Emilii do tego stopnia, że turniej Campionato veneto-emiliano był całkowicie drugorzędny i boczny w stosunku do prawdziwych mistrzostw, które pozostały zarezerwowane dla klubów z Campionato nordoccidentale.

## Kluby startujące w sezonie
Sekcja 1
| Klub           | Miasto   | Region    |
| -------------- | -------- | --------- |
| Andrea Doria   | Genua    | Liguria   |
| Genoa          | Genua    | Liguria   |
| Internazionale | Mediolan | Lombardia |
| Juventus       | Turyn    | Piemont   |
| Milan          | Mediolan | Lombardia |
| Milanese       | Mediolan | Lombardia |
| Piemonte       | Turyn    | Piemont   |
| Pro Vercelli   | Vercelli | Piemont   |
| Torino         | Turyn    | Piemont   |

Sekcja 2
| Klub    | Miasto  | Region             |
| ------- | ------- | ------------------ |
| Bologna | Bolonia | Emilia-Romania     |
| Hellas  | Werona  | Wenecja Euganejska |
| Vicenza | Vicenza | Wenecja Euganejska |
| Venezia | Wenecja | Wenecja Euganejska |

## Campionato nordoccidentale (Piemont – Lombardia – Liguria)
| Lp. | Drużyna        | M  | Mecze | Mecze | Mecze | Bramki | Bramki | Bramki | Pkt |
| Lp. | Drużyna        | M  | W     | R     | P     | +      | −      | +/−    | Pkt |
| --- | -------------- | -- | ----- | ----- | ----- | ------ | ------ | ------ | --- |
| 1.  | Pro Vercelli   | 16 | 12    | 3     | 1     | 44     | 8      | +36    | 27  |
| 2.  | Milan          | 16 | 10    | 2     | 4     | 44     | 19     | +25    | 22  |
| 3.  | Torino         | 16 | 9     | 0     | 7     | 33     | 27     | +6     | 18  |
| 4.  | Andrea Doria   | 16 | 8     | 0     | 8     | 28     | 30     | −2     | 16  |
| 5.  | Genoa          | 16 | 7     | 0     | 9     | 22     | 27     | −5     | 14  |
| 6.  | Inter Mediolan | 16 | 6     | 1     | 9     | 24     | 31     | −7     | 13  |
| 7.  | Piemonte       | 16 | 4     | 4     | 8     | 21     | 35     | −14    | 12  |
| 8.  | Milanese       | 16 | 6     | 0     | 10    | 19     | 45     | −26    | 12  |
| 9.  | Juventus       | 16 | 3     | 4     | 9     | 16     | 29     | −13    | 10  |

| Gospodarz \ Gość | ADO | GEN  | INT  | JUV | MIL | PIE | PVE  | TOR | USM |
| Andrea Doria     |     | 2:3  | 3:0  | 0:2 | 1:7 | 3:1 | 0:2  | 3:2 | 3:0 |
| Genoa            | 1:2 |      | 1:02 | 3:0 | 0:3 | 2:1 | 0:1  | 1:2 | 3:1 |
| Inter Mediolan   | 1:2 | 0:3  |      | 1:1 | 0:2 | 4:2 | 0:3  | 0:1 | 5:1 |
| Juventus         | 4:2 | 4:0  | 0:2  |     | 0:2 | 1:1 | 0:4  | 1:3 | 0:1 |
| Milan            | 0:1 | 2:0  | 6:3  | 3:0 |     | 7:1 | 0:0  | 5:2 | 0:2 |
| Piemonte         | 2:1 | 1:0  | 2:3  | 1:1 | 0:0 |     | 2:2  | 2:4 | 1:0 |
| Pro Vercelli     | 3:1 | 6:0  | 4:0  | 0:0 | 1:0 | 3:0 |      | 3:1 | 7:2 |
| Torino           | 2:1 | 1:5  | 0:12 | 2:1 | 5:1 | 1:2 | 2:03 |     | 5:0 |
| Milanese         | 0:3 | 1:02 | 0:4  | 4:1 | 3:6 | 3:2 | 0:5  | 1:0 |     |

Objaśnienia:
1Drużyna gospodarzy jest wymieniona po lewej stronie tabeli.
2Decyzja federacji.
3Walkower.
Kolory: zielony – zwycięstwo gospodarzy, żółty – remis, różowy – zwycięstwo gości.

## Campionato emiliano-veneto (Wenecja – Emilia Romania)
| Lp. | Drużyna       | M | Mecze | Mecze | Mecze | Bramki | Bramki | Bramki | Pkt |
| Lp. | Drużyna       | M | W     | R     | P     | +      | −      | +/−    | Pkt |
| --- | ------------- | - | ----- | ----- | ----- | ------ | ------ | ------ | --- |
| 1.  | Vicenza       | 6 | 6     | 0     | 0     | 21     | 3      | +18    | 12  |
| 2.  | Hellas Verona | 6 | 4     | 0     | 2     | 13     | 12     | +1     | 8   |
| 3.  | Bologna       | 6 | 2     | 0     | 4     | 11     | 20     | −9     | 4   |
| 4.  | Venezia       | 6 | 0     | 0     | 6     | 2      | 12     | −10    | 0   |

| Gospodarz \ Gość | BOL | HEL  | VEN  | VIC |
| Bologna          |     | 2:4  | 3:0  | 0:4 |
| Hellas Verona    | 4:1 |      | 2:03 | 0:2 |
| Venezia          | 2:4 | 1:12 |      | 0:1 |
| Vicenza          | 6:1 | 7:2  | 1:02 |     |

Objaśnienia:
1Drużyna gospodarzy jest wymieniona po lewej stronie tabeli.
2Decyzja federacji.
3Walkower.
Kolory: zielony – zwycięstwo gospodarzy, żółty – remis, różowy – zwycięstwo gości.

## Finał
11 czerwca
Pro Vercelli – Vicenza 3:0
18 czerwca
Vicenza – Pro Vercelli 1:2
Ostatni mecz Pro Vercelli rozegrał w składzie: Innocenti, Binaschi, Valle, Ara, Milano I, Leone, Milano II, Berardo, Ferraro, Rampini I, Corna.